# François Thierry
Pour les articles homonymes, voir Thierry et François Thierry (homonymie).
François Thierry (1677-1749) est un facteur d'orgue français, l’ultime représentant, à la troisième génération, d'une dynastie majeure de la facture d’orgue parisienne, la famille Thierry.

## Biographie
Petit-fils de Pierre, fils de Jean, tuyautier de l’entreprise familiale, c’est surtout auprès de son oncle Alexandre,  auquel il succède, qu’il apprend tout de cet art. À la mort de son oncle, il se perfectionne un temps chez Pierre-François Deslandes puis, sous l’égide d’Henri Lesclop, neveu de Robert Clicquot, se lance à son propre compte.
Il travaille d’abord à Nemours en 1703 à l’orgue de l’église Saint-Jean-Baptiste construit en 1653 par Pierre Desenclos et Jacques Lefebvre, puis à la cathédrale Sainte-Croix d'Orléans de 1703 à 1706 pour une restauration, et à la paroisse Saint-Aignan de cette même ville en 1706.
À cette époque (1704 à 1706), André Silbermann arrivé à Strasbourg en 1702 et venu à Paris se perfectionner et étudier les spécificités de la facture parisienne, d’abord éconduit par Jacques Carouge, trouve auprès de François Thierry un maître attentif et généreux qui enseignera également son art aux Lorrains Pierre Legros et Nicolas Dupont.
Dès 1714 François Couperin le mande à Saint-Gervais pour des améliorations. Puis le déclin de Robert Clicquot, la disparition d’Henri Lesclop en 1721 lui laissent le champ libre pour se hisser au sommet de la facture parisienne. Les commandes se succèdent :

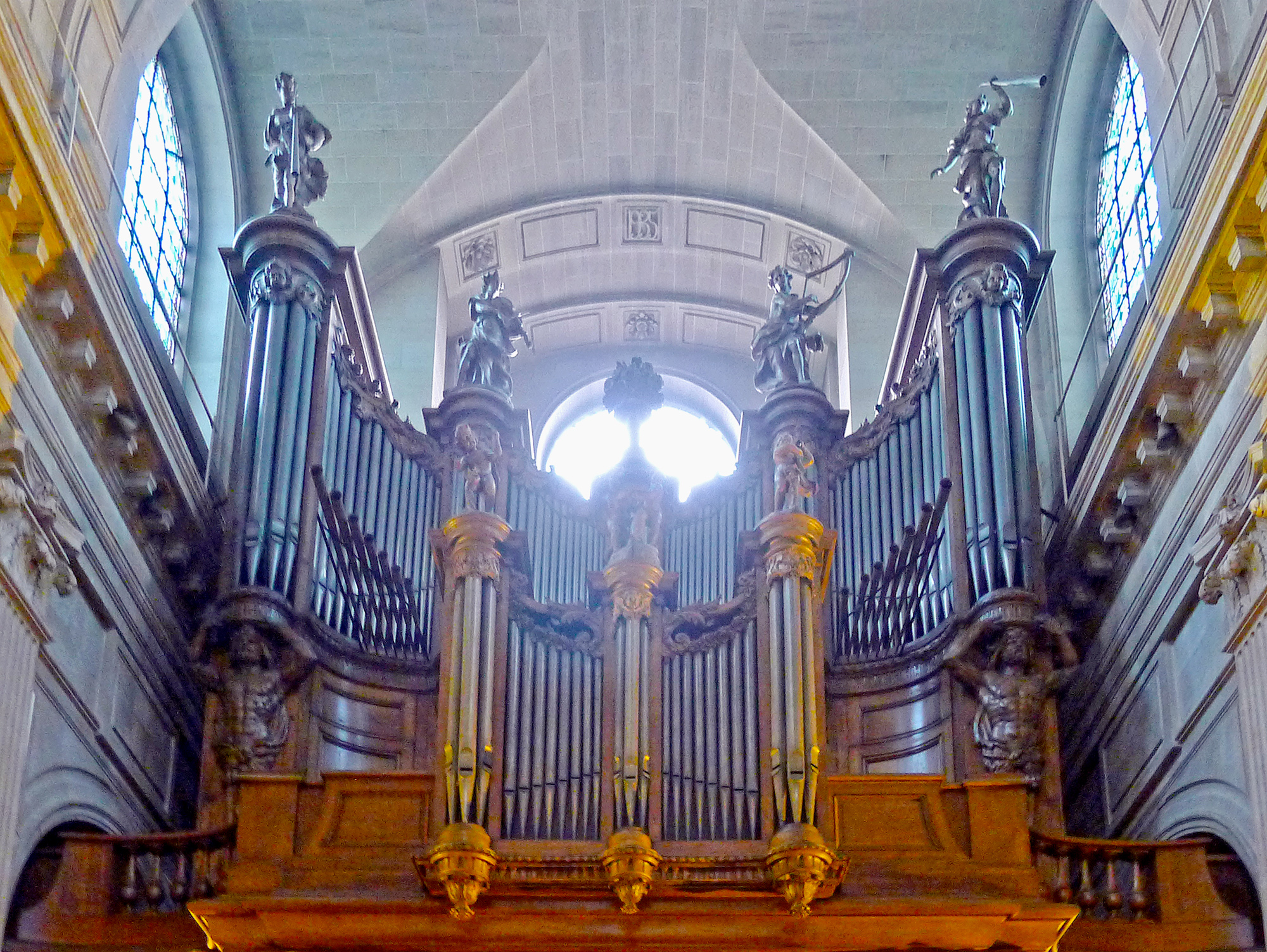
Saint-Nicolas-du-Chardonnet.

- cathédrale Notre-Dame de Rouen (1717 et 1731)
- les Saints-Innocents de Paris (1719 et 1725) dont le buffet ( Classé MH[1]) est aujourd’hui visible à  Saint-Nicolas-du-Chardonnet
- Saint-Germain-des-Prés de 1720 à 1722, le chef-d’œuvre des deux générations précédentes
- couvent des Récollettes de l’Immaculée-Conception (1723), 83 à 89 rue du Bac
- Saint-Godard à Rouen (1723), disparu
- cathédrale de Soissons où il ajoute un clavier de récit et un d’écho en 1725
- église Saint-Maclou de Rouen dont le superbe buffet Renaissance existe toujours (1727)
- collégiale de Saint-Quentin (1737) pour l’orgue de tribune commencé juste avant son décès, par son oncle Alexandre avec Robert Clicquot qui le termina en 1703 (buffet  Classé MH[2]).
- église Saint-Jacques-du-Haut-Pas à Paris, construction à neuf en 1742, disparu à la Révolution.

Son grand œuvre reste, pour Notre-Dame de Paris, la construction de 1730 à 1733, dans un buffet neuf, d’un nouvel orgue ne réutilisant que quelques éléments des instruments précédents (sommier et buffet du positif dorsal et certains tuyaux des XVIe et XVIIe siècles). Il comprenait quarante-neuf jeux (soit 82 rangs) sur cinq claviers dont les trois premiers comptaient cinquante touches (récit et écho de 27 notes) avec un « trente-deux pieds en montre » et, grande innovation à cette époque, deux jeux de bombarde 16’, un au pédalier de trente-quatre notes mais aussi et surtout un joué sur un nouveau clavier spécifiquement dédié, accouplé au grand-orgue, le bien-nommé clavier de bombarde. Cet instrument est, jusqu’à la construction de l’orgue monumental de la basilique Saint-Martin de Tours (détruit avec la basilique romane à la Révolution), par Jean-Baptiste-Nicolas Lefebvre en 1761, le plus grand du royaume. Le grand-corps du buffet est celui que l’on peut encore admirer de nos jours, un peu modifié ( Classé MH). Sa réception, en juillet 1733, fut confiée à quatre des meilleurs organistes de l’époque : Guillaume-Antoine Calvière, son titulaire, Pierre Du Mage,  Louis-Claude Daquin, Louis-Nicolas Clérambault et un facteur Nicolas Collar qui ne tarirent pas d’éloges. Il servit sans problème et à la plus grande satisfaction de tous, pendant cinquante ans, jusqu’à sa reconstruction par François-Henri Clicquot en 1783.

### Sources
: document utilisé comme source pour la rédaction de cet article.
- Norbert Dufourcq, Le Livre de l'orgue français, tome III, la Facture, 2e partie, Picard,  (ISBN 2-7084-0031-2)
- Claude Noisette de Crauzat, L'Orgue Français, Atlas,  (ISBN 2-7312-0524-5)